# میلوش واتسک
میلوش واتسک (چکی: Miloš Vacek؛ ‏ ۲۰ ژوئن ۱۹۲۸ - ۲۹ فوریهٔ ۲۰۱۲) موسیقی‌دان، آهنگساز، رهبر ارکستر، نوازندهٔ اُرگ اهل جمهوری چک بود.
از فیلم‌ها یا مجموعه‌های تلویزیونی که وی در آن‌ها نقش داشته است، می‌توان به مول اشاره نمود.